# Amortidor magneto-reològic
Un amortidor magneto-reològic és un tipus d'amortidor de duresa variable que utilitza un líquid amb una viscositat que es pot modificar a voluntat electrònicament. A diferència d'altres amortidors variables, el control no s'obté mitjançant electrovàlvules, i el rang de variació de duresa és continu en lloc de limitar-se a tres o quatre valors fixos. El líquid conté finíssimes partícules de ferro en suspensió, fet que li permet canviar la seva viscositat en aplicar-li un camp magnètic, encara que també hi ha altres versions que reaccionen directament amb un corrent elèctric. Per regular l'amortidor és suficient un camp magnètic molt petit, el valor és fàcilment controlable mitjançant una centraleta electrònica. A part d'això, el temps de reacció és extremadament breu, molt més ràpid que amb les electrovàlvules d'altres tipus d'amortidors.